# Cryptoblabes gnidiella
Espèce
Cryptoblabes gnidiella, la pyrale des agrumes ou pyrale du daphné, est une espèce d'insectes lépidoptères (papillons) de la famille des Pyralidae, originaire du bassin méditerranéen.
Cet insecte très polyphage est considéré dans certains cas comme un ravageur des cultures, notamment d'agrumes, d'avocatier ou de la vigne.
La pyrale des agrumes est souvent associée à d'autres ravageurs dont elle suit les attaques, notamment des cochenilles sur les agrumes, dont la cochenille des agrumes (Planococcus citri) et la cochenille blanche (Pseudococcus citriculus), ainsi que l'eudémis (Lobesia botrana) sur la vigne.
Afin de tester la capacité des trichogrammes a juguler les populations de pyrale des agrumes sur les grappes de raisin mûrs, une opération test de bio-contrôle avec des trichogrammes a été mené, avec un succès relatif, de août 2023 à mars 2024, par la chambre d'agriculture de l'Hérault sur 116 hectares de vignes locales .

## Synonymes
Selon Cooperative Agricultural Pest Survey (CAPS) :
- Albinia casazzar Briosi
- Albinia gnidiella Millière
- Albinia wockiana
- Cryptoblabes aliena Swezey
- Cryptoblabes wockeana
- Ephestia gnidiella Millière

## Distribution
L'aire de répartition de Cryptoblabes gnidiella est très étendue et couvre la plupart des régions tempérées chaudes du monde. Elle comprend notamment le bassin méditerranéen, qui est sa région d'origine, soit l'Europe méridionale, du Portugal à la Grèce, l'Afrique du Nord (Maroc, Égypte) et  le Proche Orient (Israël, Liban, Turquie). L'espèce s'est étendue, probablement par le transport de fruits infestés, dans certaines parties de l'Europe (Russie, Ukraine),  en Afrique subsaharienne (Afrique du Sud, Malawi, Liberia, Nigeria, Zaïre), en Asie (Inde, Malaisie, Indonésie), en Océanie (Nouvelle-Zélande, Hawaï - depuis 1905, îles Fidji), en Amérique centrale (Caraïbes) et en Amérique du Sud (Brésil, Uruguay),.